# Storm in the Heartland
Storm in the Heartland è il terzo album discografico in studio del musicista country statunitense Billy Ray Cyrus, pubblicato nel 1994.

## Tracce
1. Storm in the Heartland (Billy Henderson, Donal Burns, Curt Ryle) — 3:53
2. Deja Blue (Craig Wiseman, Donny Lowery) — 3:36
3. Redneck Heaven (Billy Ray Cyrus, Terry Shelton, Michael Joe Sagraves, Mark Collie, Danny Shirley) — 4:03
  - feat. Mark Collie & Danny Shirley
4. Casualty of Love (Cyrus, Don Von Tress) — 4:29
5. One Last Thrill (Dave Loggins, Reed Nielsen) — 3:38
6. I Ain't Even Left (Cyrus, Corky Holbrook, Joe Scaife) — 3:51
  - feat. The Oak Ridge Boys
7. How Much (Gregg Sutton, Danny Tate) — 5:30
8. Patsy Come Home (Ronnie Scaife, Katie Wallace) — 3:53
9. A Heart with Your Name on It (Brett Beavers, Phillip Douglas) — 2:44
10. Only God (Robert John "Mutt" Lange) — 5:10
11. Roll Me Over (Cyrus, Barton Stevens, Greg Fletcher, Shelton, Holbrook, Sagraves) — 2:33
12. Enough Is Enough (Cyrus, Von Tress, Keith Hinton) — 3:43
13. The Past (Cyrus) — 4:06
14. Geronimo (Cyrus, Von Tress, Hinton) — 3:51